# Brett Maher (giocatore di football americano)
Brett Maher (Fremont, 21 novembre 1989) è un giocatore di football americano statunitense che milita nel ruolo di placekicker per i Los Angeles Rams della National Football League (NFL).

## Carriera

### New York Jets
Maher firmò con i New York Jets dopo non essere stato scelto nel Draft il 12 maggio 2013, ricevendo l’offerta di un contratto dopo un provino. Fu svincolato il 23 luglio per fare spazio al kicker Billy Cundiff.

### Dallas Cowboys
L’11 agosto 2013 Maher firmò con i Dallas Cowboys per giocare nella pre-stagione mentre Dan Bailey recuperava da un infortunio. Fu svincolato il 27 agosto.

### Winnipeg Blue Bombers
Il 1º maggio 2014 Maher firmò con i Winnipeg Blue Bombers della Canadian Football League (CFL). Disputò due gare di pre-stagione con i Bombers prima di venire svincolato a causa delle restrizioni sul numero massimo di giocatori non canadesi.

### Ottawa Redblacks
Poche settimane dopo essere stato svincolato da Winnipeg, Maher firmò con gli Ottawa Redblacks. Nel quarto turno della stagione fu premiato come miglior giocatore degli special team della CFL della settimana dopo avere trasformato sei field goal su sei, segnando tutti i punti della sua squadra nella vittoria 18–17 sui Toronto Argonauts. Quella fu la prima vittoria della storia della neonata franchigia di espansione. Il 13 maggio 2015 Maher fu svincolato dai Redblacks a causa di un infortunio al bacino subito il mese precedente. A causa di tale infortunio aveva giocato solo quattro gare in stagione.

### Hamilton Tiger-Cats
Il 19 maggio 2016 Maher firmò con gli Hamilton Tiger-Cats. Quell’anno segnò l’82% dei suoi field goal (41 su 50) ed ebbe una media per punt di 45,9 yard.

### Cleveland Browns
Il 20 marzo 2017 Maher firmò con i Cleveland Browns. Il 2 maggio fu svincolato dopo non essere riuscito a vincere la concorrenza del rookie Zane Gonzalez.

### Ritorno agli Ottawa Redblacks
Il 10 giugno 2017 Maher firmò con i Redblacks. Come l’anno precedente segnò 41 field goal su 50 ed ebbe una media per punt di 46,7 yard

### Ritorno ai Dallas Cowboys

#### Stagione 2018
Il 4 aprile 2018 Maher firmò con i Cowboys, per limitare il carico di Dan Bailey durante la pre-stagione. Nelle gare di pre-campionato segnò 4 field goal su 5, incluso uno da 57 yard. Il 1º settembre, con una mossa a sorpresa, i Cowboys svincolarono Bailey, rendendo Maher il kicker titolare a inizio stagione. Debuttò così nella NFL nel primo turno contro i Carolina Panthers, dove sbagliò il primo tentativo di field goal da 47 yard. Dopo quell’errore tuttavia segnò 15 field goal consecutivi.
Nel quarto turno, Maher segnò quattro field goal su quattro (da 32, 43, 22 e 38 yard), l’ultimo dei quali fu quello della vittoria in rimonta per 26-24 mentre il tempo andava scadendo contro i Detroit Lions, venendo premiato come miglior giocatore degli special team della NFC della settimana. Due settimane dopo contro i Jacksonville Jaguars, Maher segnò quattro field goal, incluso uno da 55 yard che all’epoca era il secondo più lungo segnato nella storia dell’AT&T Stadium. Dalla settimana 7 alla settimana 11, Maher sbagliò almeno un field goal o un extra point in quattro gare consecutive.
Il 18 novembre Maher segnò da 48 yard il field goal della vittoria contro gli Atlanta Falcons. Tre settimane dopo stabilì un nuovo primato personale segnando da 62 yard contro i Philadelphia Eagles. Fu un nuovo record di franchigia e all’epoca il terzo field goal più lungo nella storia della NFL.
Nella settimana 16 Maher segnò due field goal (incluso una da 59 yard che fu il secondo più lungo nella storia dei Cowboys) e tre extra point nella vittoria per 27–20 sui Tampa Bay Buccaneers, venendo premiato come giocatore degli special team della NFC della settimana. Nelle ultime quattro partite segnò 5 field goal su 8.
Maher chiuse la stagione con 29 su 36 nei field goal (80,6%), e 32 su 33 sugli extra point. Quei 29 field goal segnati furono l’ottavo risultato della lega, mentre guidò la NFL in trasformazioni da oltre 50 yard, sei.

#### Stagione 2019
Nel 2019 Maher faticò nella pre-stagione ma la squadra mostrò fiducia nelle sue abilità, non firmando un altro kicker per competere con lui. Il 6 ottobre segnò un solo field goal su tre contro i Green Bay Packers. Tuttavia la settimana successive contro i Jets divenne il primo kicker della storia a segnare più di un calcio da almeno 62 yard in carriera.
Il 20 ottobre Maher stabile un record in carriera segnando da 63 yard contro gli Eagles. Chiuse la partita segnando tre field goal su tre e quattro extra point su quattro, venendo premiato come giocatore degli special team della settimana. Nel prosieguo della stagione ebbe problemi di accuratezza ma la squadra temporaneamente si dimostrò paziente.
Il 9 dicembre, con i Cowboys che venivano da tre sconfitte consecutive e il rischio di mancare l’accesso ai playoff, Maher fu svincolato. Chiuse l’annata segnando 20 field goal su 30, sbagliandone almeno uno in otto gare su tredici. Maher stabile anche i record NFL in carriera (3) e stagionale (2) per field goal da oltre 60 yard. Fu sostituito da Kai Forbath.

### Ritorno ai New York Jets
Il 31 dicembre 2019 Maher firmò con i Jets un contratto da riserva, venendo svincolato il 31 agosto 2020

### Washington Football Team
Maher firmò con la squadra di allenamento del Washington Football Team il 10 settembre 2020, prima di essere svincolato il 30 settembre 2020.

### Houston Texans
Il 12 ottobre 2020 Maher firmò con la squadra di allenamento degli Houston Texans. Fu svincolato il 14 dicembre 2020.

### Arizona Cardinals
Il 25 dicembre 2020 Maher firmò con la squadra di allenamento degli Arizona Cardinals. Il 5 gennaio 2021 firmò un nuovo contratto come riserva. Il 20 marzo 2021 fu svincolato dopo la firma del kicker Matt Prater.

### New Orleans Saints
Il 10 agosto 2021 Maher firmò con i New Orleans Saints. Fu svincolato il 21 agosto 2021 ma rifirmò con la squadra di allenamento il 16 novembre. Tre giorni dopo fu promosso nel roster attivo. Nella settimana 13 contro i suoi ex Cowboys segnò un field goal su due nella sconfitta per 27–17. Due settimane dopo segnò tutti i punti della sua squadra nella vittoria per 9-0 sui Buccaneers. Fu svincolato il 22 febbraio 2022.

### Terza volta ai Cowboys
Il 9 agosto 2022 Maher rifirmò con i Cowboys dopo avere svincolato Jonathan Garibay per competere con Lirim Hajrullahu. Fu svincolato il 30 agosto 2022 e il giorno successivo rifirmò con la squadra di allenamento.
Il 17 settembre 2022 Maher fu promosso nel roster attivo. Nella vittoria sui Cincinnati Bengals segnò da 54 yard nel secondo quarto e da 50 yard a tre secondi dal termine, dando ai suoi la vittoria a sorpresa per 20-17. Nel Monday Night Football successivo contro i New York Giants segnò tre field goal su quattro, sbagliando da 59 yard sul finire del primo tempo. Nel turno seguente fece quattro su quattro (53, 45, 28, 29) contro i Commanders, anche se ebbe un extra point bloccato.
Il 20 novembre 2022 Maher segnò quattro field goal su quattro contro i Minnesota Vikings, tre dei quali da almeno 50 yard e uno da 60 yard, diventando il primo kicker della storia a segnare per quattro volte da almeno 60 yard. Stabilì anche un record stagionale di franchigia per field goal segnati da 50 yard.
Il 16 gennaio 2023 Maher sbagliò quattro extra point su cinque nella gara del primo turno di playoff contro i Buccaneers, il maggior numero di extra point sbagliati in una partita (sia di stagione regolare che di playoff) da quando se ne tiene traccia dal 1932. Il 22 gennaio 2023 segnò due field goal su due ed ebbe il primo extra point bloccato contro i San Francisco 49ers.
Anche se faticò nei playoff, Maher ebbe una delle migliori stagioni regolari nella storia della franchigia, segnando 29 field goal su 32 (90.6%), con due errori che vennero da 59 yard. I suoi 137 punti segnati furono all’epoca un record di franchigia per un kicker. A fine anno fu riportato che optò per non rifirmare con la squadra.

### Denver Broncos
Il 25 luglio 2023 Maher firmò con i Denver Broncos. Fu svincolato dopo avere ottenuto in uno scambio il kicker Wil Lutz il 29 agosto 2023.

### Los Angeles Rams
Il 30 agosto 2023 Maher firmò con la squadra di allenamento dei Los Angeles Rams. Fu promosso nel roster attivo prima della gara del primo turno contro i Seattle Seahawks dove segnò tre field goal su cinque. Dopo la gara tornò nella squadra di allenamento. Fu di nuovo promosso nel roster attivo il 12 settembre 2023. Fu svincolato il 24 ottobre 2023, dopo avere sbagliato tre calci contro i Pittsburgh Steelers due giorni prima. Il 1º gennaio 2024 rifirmò con i Rams dopo che il suo sostituto Lucas Havrisik faticò e venne svincolato. Nella vittoria dell’ultimo turno per 21-20 sui 49ers, sbagliò un field goal su due. Fece meglio nel primo turno di playoff in cui segnò tre field goal su tre e due extra point su due nella sconfitta per 24–23 contro i Lions.